# Theretra lucasii
Theretra lucasii är en fjärilsart som beskrevs av Walker 1856. Theretra lucasii ingår i släktet Theretra och familjen svärmare. Inga underarter finns listade i Catalogue of Life.